# Route 33 (Nouvelle-Écosse)
Pour les articles homonymes, voir Route 33.
Le Bedford Bypass est une courte autoroute à accès limité contournant la ville de Bedford, dans le sud de la Nouvelle-Écosse. Elle est d'ailleurs numérotée route 33 par les autorités.

## Description du tracé
La route 33 débute au sud-est de Bedford, sur la route 7. Elle se dirige vers le nord, puis elle courbe légèrement vers l'ouest pour rejoindre l'échangeur des routes 1, 101 et 102, à Lower Sackville.

## Intersections majeures
| Comté             | Ville           | km        | Destinations                                    | Notes                                                                                                  |
| ----------------- | --------------- | --------- | ----------------------------------------------- | --- |
| Halifax           | Bedford         | 0,00      | Route 7 est (Windmill Road) – Dartmouth         | Sortie direction sud, entrée direction nord; pas d'accès à la Route 7 ouest                            |
| Halifax           | Lower Sackville | 3,60–4,70 | Route 101 ouest – Windsor, Vallée d'Annapolis   | Sortie direction nord, entrée direction sud; pas d'accès à la Route 101 est; sortie 1F de la Route 101 |
| Halifax           | Lower Sackville | 3,60–4,70 | Route 1 ouest / Cobequid Road – Lower Sackville | Sortie direction nord, entrée direction sud; pas d'accès à la Route 1 est                              |
| - Accès incomplet |                 |           |                                                 | |